# گاه‌شماری کاپادوکیه
گاه‌شماری کاپادوکیه یک گاه‌شماری خورشیدی بود که از گاه‌شماری اوستایی نو الهام گرفته بود. این گاه‌شماری پس از منطقه تاریخی کاپادوکیه در ترکیه امروزی نام‌گذاری شده‌است و در همان‌جا به کار گرفته می‌شد. این تقویم که دوازده ماه و ۳۰ روز و پنج روز کبیسه داشت، میان سال‌های ۵۵۰ و ۳۳۰ پیش از میلاد هنگامی که کاپادوکیه تحت فرمانروایی شاهنشاهی هخامنشی بود شکل گرفت. گاه‌شماری کاپادوکیه مشابه اوستایی بود و می‌توان آن را در ساختار و نام ماه‌ها که از زبان اوستایی گرفته شده دید. گاه‌شماری کاپادوکیه تأثیر فرهنگی ایران در منطقه را نشان می‌داد.